# Taxi (filmserie)
Taxi är en fransk filmserie i genren actionkomedi skapad av Luc Besson bestående av fem filmer. Utifrån det har en amerikansk remake producerats samt en amerikansk-fransk TV-serie.

## Filmer
| Titel          | Taxi          | Taxi 2          | Taxi 3          | Taxi 4                                                    | Taxi 5                                                       |
| -------------- | ------------- | --------------- | --------------- | --------------------------------------------------------- | ------------------------------------------------------------ |
| Regi           | Gérard Pirès  | Gérard Krawczyk | Gérard Krawczyk | Gérard Krawczyk                                           | Franck Gastambide                                            |
| Manus          | Luc Besson    | Luc Besson      | Luc Besson      | Luc Besson                                                | Franck Gastambide, Stéphane Kazandjian, Luc Besson           |
| Producent      | Luc Besson    | Luc Besson      | Luc Besson      | Luc Besson                                                | Luc Besson                                                   |
| Producent      | Michèle Pétin |                 |                 |                                                           |                                                              |
| Producent      | Laurent Pétin |                 |                 |                                                           |                                                              |
| Fransk premiär | 8 april 1998  | 29 mars 2000    | 29 jan 2003     | 10 feb 2007 (Marseille) 15 feb 2007 (resten av Frankrike) | 7 april 2018 (Marseille) 11 april 2018 (resten av Frankrike) |
| Speltid        | 90 min        | 88 min          | 87 min          | 97 min                                                    | 102 min                                                      |